# Горобець пустельний
Горобець пустельний (Passer simplex) — вид горобцеподібних птахів родини горобцевих (Passeridae).

## Поширення
Вид поширений в пустелі Сахара. Населяє піщані посушливі ділянки з розкиданими деревами та кущами. Трапляється також в оазах, у заростях, що покривають сухі русла річок, та в населених районах.

## Підвиди
Вид включає два підвиди:
- P. s. saharae Erlanger, 1899, широко поширений в північно-західному секторі Сахари;
- P. s. simplex (M. H. K. Lichtenstein, 1827), від центральної Малі на заході, через Нігер, північний Чад та південний Єгипет, до північно-західних та центральних районів Судану на сході.

Колишній підвид P. s. zarudnyi з Туркменістану та Узбекистану виокремлений у вид Passer zarudnyi.